# سلیمان عبداللهی

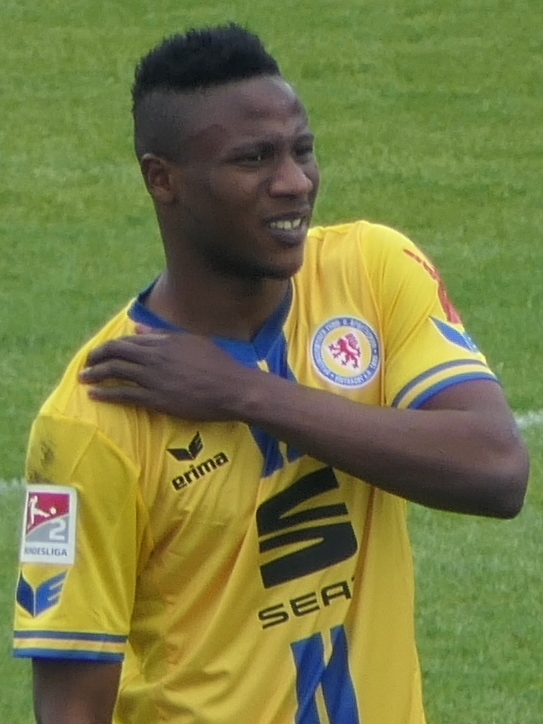
سلیمان عبداللهی در سال ۲۰۱۸

سلیمان عبداللهی (انگلیسی: Suleiman Abdullahi؛ زادهٔ ۱۰ دسامبر ۱۹۹۶) بازیکن فوتبال اهل نیجریه است.
از باشگاه‌هایی که در آن بازی کرده‌است می‌توان به باشگاه فوتبال واکینگ و تیم ملی فوتبال نیجریه اشاره کرد.